# Миловатский, Василий Григорьевич
Василий Григорьевич Миловатский (24 апреля 1912, Царев, Астраханская губерния — 27 октября 1987, Волжский, Волгоградская область) — подполковник КГБ СССР, участник Великой Отечественной войны, Герой Советского Союза (1943).

## Биография
Родился 24 апреля 1912 года в городе Царев Царевского уезда Астраханской губернии (ныне — Ленинский район (Волгоградская область)). Окончил Сталинградский педагогический институт, после чего работал учителем в сталинградской школе № 93. Одновременно с работой учился в морском клубе Осоавиахима. В январе 1942 года Миловатский был призван на службу в Военно-морской флот СССР. Окончил курсы переподготовки комсостава.
С апреля 1942 года — на фронтах Великой Отечественной войны.
К сентябрю 1942 года командовал ротой 322-го батальона морской пехоты 255-й бригады морской пехоты 56-й армии Закавказского фронта. Отличился во время битвы за Кавказ. В период с 20 сентября по 12 октября 1942 года рота лейтенанта В. Миловатского отразила 19 вражеских контратак, уничтожив 870 солдат и офицеров противника. В августе-сентябре 1942 года лично уничтожил 128 солдат и офицеров противника.
Указом Президиума Верховного Совета СССР «О присвоении звания Героя Советского Союза начальствующему и рядовому составу Красной Армии» от 31 марта 1943 года за «образцовое выполнение боевых заданий командования на фронте борьбы с немецкими захватчиками и проявленные при этом отвагу и геройство» удостоен звания Героя Советского Союза с вручением ордена Ленина и медали «Золотая Звезда» за номером 735.
В январе 1948 года перешёл в органы государственной безопасности СССР. В 1964 году в звании подполковника вышел в отставку.
Проживал и работал в городе Волжский Волгоградской области. Умер 27 октября 1987 года.
Был также награждён орденами Красного Знамени и Отечественной войны 1-й степени, рядом медалей.
В честь Миловатского названы улица и школа в Волжском.
Абинская СОШ № 1 носит имя Миловатского.